# Eulamprus quoyii
Eulamprus quoyii — вид сцинкоподібних ящірок родини сцинкових (Scincidae). Ендемік Австралії. Вид названий на честь французького зоолога Жана-Рене-Констана Куа.

## Поширення і екологія
Eulamprus quoyii поширені на сході Австралії, в прибережних районах і горах Великого Вододільного хребта, на території Квінсленда, Нового Південного Уельса, Вікторії та Південної Австралії, а також у внутрішніх районах в басейні Муррея. Вони живуть у вологих тропічних лісах, вологих і сухих склерофільних лісах, на прибережних і гірських пустищах, прибережних і внутрішніх водно-болотних угіддях, на берегах річок і струмків, трапляються поблизу людських поселень. Живородні, народжують від 2 до 3 дитинчат за раз. 